# アルフレッド・レッドフィールド
アルフレッド・クラレンス・レッドフィールド（Alfred Clarence Redfield、1890年11月15日 - 1983年3月17日）はアメリカの海洋学者で、プランクトンと海水の栄養素の比率を表す「レッドフィールド比」を発見したことで知られている。1966年には、アメリカ生態学会から著名生態学者賞を受賞した。彼の研究は、ジェームズ・ラブロックによって「生物とその環境は、単一の自己調節システムとして進化する」というガイア理論の提唱に用いられた。1918年から1924年まで、レッドフィールドはエリザベス・M・ブライトとともに、放射線の影響やゴカイに関する研究に取り組んだ。このチームは共同で12の論文を発表した。 
博士研究では、ツノガエルの皮膚着色メカニズムを研究し、アドレナリンが皮膚着色の主な制御因子であることを明らかにした。その後、X線やラジウム放射線が生理作用に及ぼす影響を研究した。 
卒業後は生物海洋学を専攻した。酸素を結合する多くの無脊椎動物の血色素であるヘモシアニンを研究し、その生理的作用を明らかにした。 
1930年代、彼は海洋プランクトンの炭素、窒素、リンの比率が外洋では区別がつかないことを発見した。この考えは、海洋の炭素循環のいくつかの特徴を説明するために使用された。これが、彼の有名な格言「海の生命は、海そのものの理解が無くては理解できない」の一つの元となっている。 
第二次世界大戦中の1940年、海洋学にはいくつかの変化があった。レッドフィールドは調査役に選ばれた。この時、彼は水上艦や航空機から水中の潜水艦を守る方法や、海洋無脊椎動物による船の汚染問題の研究に力を入れていた。そして、水中の潜水艦は、モーターを止めて何時間も静粛にしておくことで抵抗できることに彼らは気がついた。それから海水温計を設置するという考えを思いつき、これが大成功を収めた。

## 表彰
- A.C.レッドフィールド ライフタイムアチーブメント賞 - アメリカ湖沼海洋学会から毎年授与される